# Альма Пріца
Альма Пріца (нар. 17 вересня 1962 року, Загреб, СФРЮ) — хорватська акторка театру, кіно та телебачення. 

## Біографія
Альма Пріца народилися 17 вересня 1962 року у Загребі. У 1985 році Альма закінчила Академію драматичного мистецтва у Загребі.
Через рік Пріца стала акторкою Хорватського національного театру. Альма Пріца також знімається у кіно та бере участь у телевізійних проектах.

## Вибіркова фільмографія
- Свідки (2003)
- Спадщина мого дядька (1988)